# Mandarin Phonetic Symbols II
Mandarin Phonetic Symbols II (chinesisch 國語注音符號第二式, kurz MPS2 oder MPS II) ist ein Umschriftsystem für die chinesische Schrift.
Das Romanisierungsverfahren wurde in der Republik China (Taiwan) entwickelt und sollte das seit 1928 offizielle, aber praktisch fast nicht verwendete Gwoyeu Romatzyh ablösen. MPS II – die Bezeichnung lehnt sich an das 1912 entwickelte, nicht auf lateinischen Buchstaben basierende Umschriftsystem Zhuyin (engl. Mandarin Phonetic Symbols I) an – wurde 1984 der Öffentlichkeit vorgestellt und 1986 zur amtlichen Umschrift erklärt. 
Mandarin Phonetic Symbols II konnte sich in der Praxis ebenfalls nicht durchsetzen und wurde selbst in staatlichen Publikationen nicht durchgängig verwendet. Weiterhin dominierte eine (als unzulänglich empfundene) Variante des Wade-Giles-Systems. Außerhalb Taiwans blieb das neue System fast völlig unbeachtet. 
2002 wurde mit Tongyong Pinyin eine überarbeitete Fassung von Mandarin Phonetic Symbols II eingeführt, die sich aber ebenfalls nicht durchsetzen konnte, 2009 schließlich führte auch Taiwan das in der Volksrepublik China entwickelte, 1956 dort eingeführte und inzwischen international etablierte Hanyu Pinyin als amtliches Romanisierungverfahren ein.

## Schreibregeln
Die Schreibung der Anlaute und der meisten Auslaute stimmt mit Gwoyeu Romatzyh (GR) überein. Insgesamt unterscheidet sich MPS II von GR sowie Hanyu Pinyin und Tongyong Pinyin wie folgt:
| Hanyu Pinyin      | MPS II          | GR 1             | Tongyong Pinyin       |
| ----------------- | --------------- | ---------------- | --------------------- |
| j, q, x           | j, ch, sh       | j, ch, sh        | j, c, s               |
| zh, ch, sh, r     | j, ch, sh, r    | j, ch, sh, r     | jh, ch, sh, r         |
| z, c, s           | tz, ts, s       | tz, ts, s        | z, c, s               |
| w-, y(i)-         | w-, y(i)-       | u-, i-           | w-, y(i)-             |
| -ü 2, yu 3        | -iu, yu 3       | iu 4             | yu 4                  |
| -ao, -ong         | -au, -ung       | -au, -ong        | -ao, -ong             |
| -iong, yong 3     | -iung, yung 3   | iong 4           | yong 4                |
| -eng              | -eng            | -eng             | -eng, -ong 5          |
| -iu, -ui          | -iou, -uei      | -iou, -uei       | -iu, -ui 6            |
| -un 7, wen        | -uen, wen       | -uen 4           | -un, wun              |
| zhi, chi, shi, ri | jr, chr, shr, r | jy, chy, shy, ry | jhih, chih, shih, rih |
| zi, ci, si        | tz, tsz, sz     | tzy, tsy, sy     | zih, cih, sih         |
| er                | er              | el               | er                    |

Anmerkung